# منظمة النضال الكردستاني الإيراني
منظمة خبات الثورية لأكراد إيران، يطلق عليها عادةً خبات (بالكردية: خه‌بات، تعني "الكفاح"‏) هي جماعة معارضة قومية كردية في إيران تسعى للحصول على الحكم الذاتي لـ أكراد إيران.

## معلومات تاريخية
بعد الثورة الإيرانية، ظهرت العديد من المنظمات السياسية ذات المعتقدات المختلفة في إيران وكردستان الإيرانية. وفي ظل هذه الظروف، قام مجموعة من رجال الدين الكرديين بتشكيل منظمة سياسية على أساس الأفكار الإسلامية والمعتقدات القومية الكردية.
وفي 27 أغسطس 1980، تقرر إنشاء منظمة خبات القومية الإسلامية لكردستان الإيرانية.

## المنظمة
يتمثل هدف منظمة خبات لأكراد إيران في الحصول على حق تقرير المصير وإقامة نظام ديمقراطي علماني في إيران.
وأنشئت منظمة خبات بهدف:
- تحرير المرأة في المجتمع دون ممارسة أي تمييز
- ضمان الحرية لكل الأديان ولكافة الأيديولوجيات
- حرية التعبير ووسائل الإعلام
- السماح باستخدام اللغة الكردية في المدارس والجامعات وبين العامة وممارستها بوصفها اللغة الأم
- إحداث دمج لكافة الأراضي الكردية في كردستان إيران
- ضرورة أن يقوم الشعب الكردي بانتخاب المحافظين ليمثلوا مصلحة الأمة الكردية
- الاعتراف بحق الشعوب الكردستانية في الحصول على الحكم الذاتي
- ضرورة عدم وجوب تطبيق الدين بالأسلوب الذي يجعل منه وسيلة لإحداث تمييز بين الشعب الواحد
- الحرص على اتباع نظام التعليم الديمقراطي
- توفير بنية تحتية عصرية
- ضمان نظام مالي حر
- التكفل بالفقراء ماليًا واجتماعيًا
- تحفيز النشاط الاجتماعي لتحديث الموقف الثقافي